# Antoni Słociński
Antoni Zygmunt Słociński (ur. 2 maja 1925 w Miechowie, zm. 4 maja 2018 w Toruniu) – polski aktor, reżyser, pedagog, dyrektor naczelny i artystyczny Teatru Baj Pomorski w Toruniu w latach 1980–1988. 

## Życiorys
Jeszcze jako student Państwowej Szkoły Dramatycznej w Krakowie trafił na deski Teatru Starego im. J. Słowackiego, z którymi związany był przez kolejne dziewięć lat. W tym czasie ukończył studia reżyserskie. Pozwoliło mu to łączyć zawód aktora (ma na swoim koncie paręset ról) z pracami reżyserskimi, których ma w swoim dorobku ponad dwadzieścia. Od roku 1950 pracował jako instruktor teatralny w ruchu amatorskim. W latach 1958–1967 prowadził zajęcia na Studium Teatralnym Centralnej Poradni Amatorskiego Ruchu Artystycznego, w gronie takich wykładowców jak Józef Gruda, Lidia Zamkow, Leszek Herdegen i Jerzy Nowak. Pracę teatralną połączył z praktyką pedagogiczną, jako asystent na Wydziałach Lalkarskim i Aktorskim PWST w Krakowie. Ukończenie Międzywydziałowego Studium Kulturalno-Oświatowe Uniwersytetu Śląskiego przygotowało go do prowadzenia zajęć fakultatywnych z dziedziny teatru na Uniwersytecie Śląskim, Państwowej Wyższej Szkole Pedagogicznej w Bydgoszczy i Uniwersytecie Mikołaja Kopernika w Toruniu.
W latach 1971–1976 był dyrektorem i kierownikiem artystycznym Teatru Zagłębia w Sosnowcu. Kolejne lata spędził jako aktor w Teatrze Ziemi Pomorskiej w Grudziądzu (1976–1977) i Teatrze Polskim w Bydgoszczy (1978–1980).
W 1980 r. został dyrektorem naczelnym i artystycznym Teatru Baj Pomorski w Toruniu. Tutaj podjął się realizacji modelu sceny edukacyjnej, kształtującej postawy dziecięcych odbiorców poprzez repertuar oraz Teatrzyk Ożywionej Lektury. Za jego dyrekcji dokonano modernizacji teatru, zespół zasilili absolwenci szkół teatralnych, odnowiona została festiwalowa tradycja Baja w postaci trzech edycji Spotkań Teatrów Lalek Polski Północnej. Słociński był członkiem Rady Artystycznej Ogólnopolskiego Festiwalu Teatrów Jednego Aktora oraz Komitetu Organizacyjnego Festiwalu Teatrów Polski Północnej.
W 1989 r. Słociński przeszedł na emeryturę, pozostając jednak nadal aktywnym doradcą instruktorów ruchu amatorskiego oraz jurorem Ogólnopolskiego Konkursu Recytatorskiego. W 2003 r. był członkiem Rady Festiwalowej Międzynarodowych Toruńskich Spotkań Teatrów Lalek, która przygotowała jubileuszową edycję festiwalu.
Pochowany na Centralnym Cmentarzu Komunalnym w Toruniu (sektor XIIA4_9-3-27).

## Odznaczenia
- Krzyż Oficerski Orderu Odrodzenia Polski (2010)[3],
- Srebrny Medal „Zasłużony Kulturze Gloria Artis” (12 września 2005)[4],
- Medal 10-lecia Polski Ludowej (28 stycznia 1955)[5],
- Medal „Za zasługi dla Miasta Torunia” na wstędze (2013)[6].